# Karl Drais

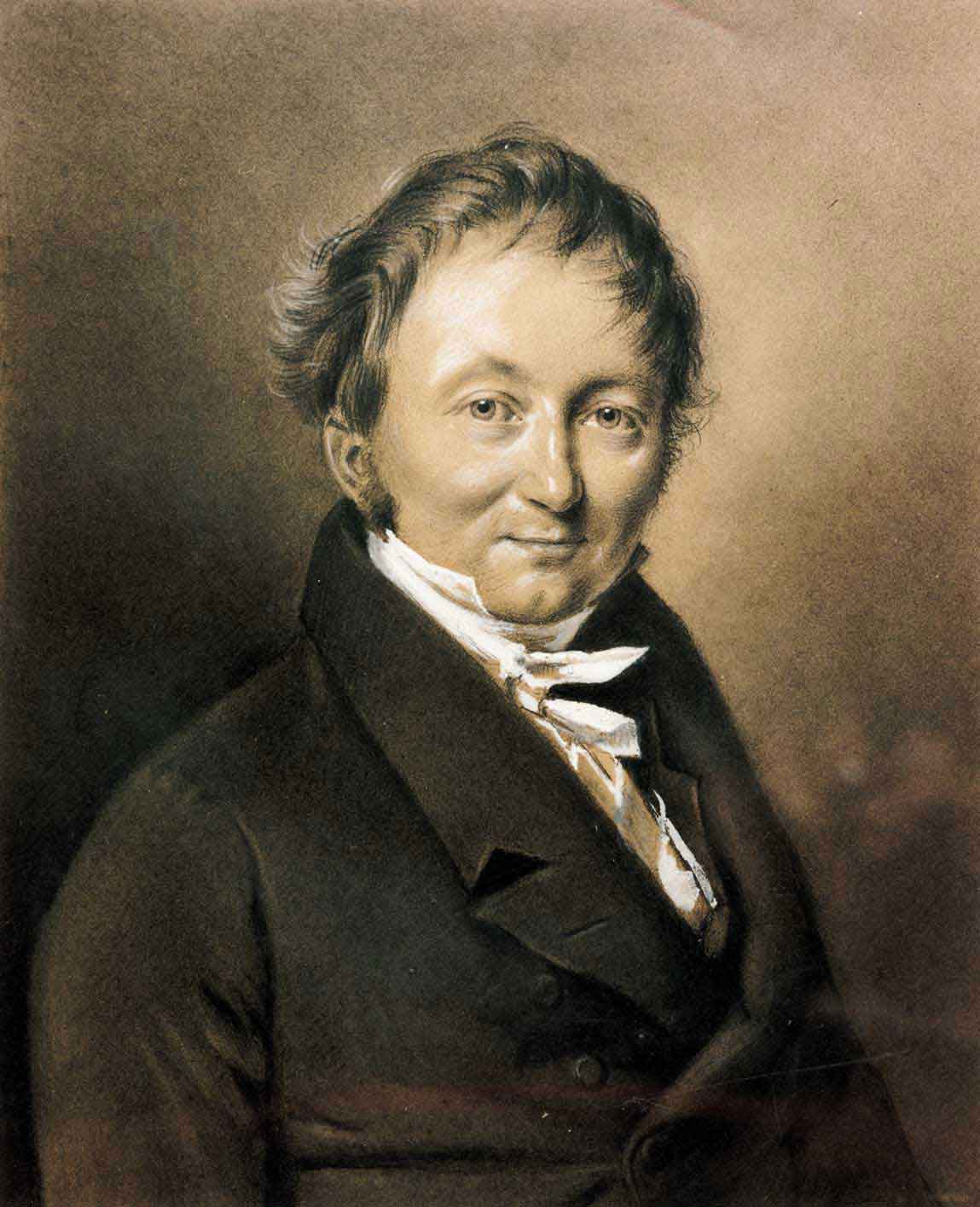
Karl Drais

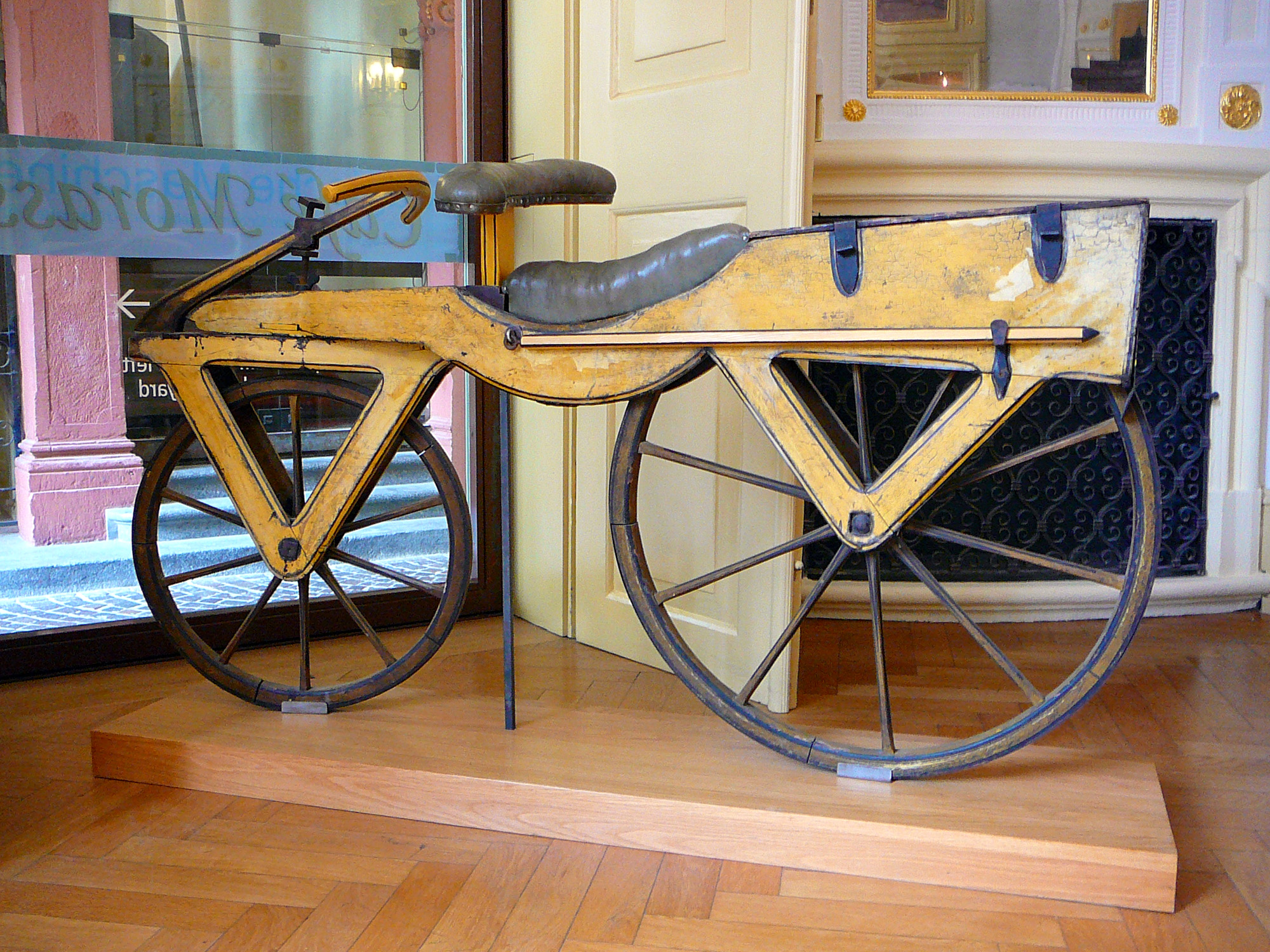
Draisina (ca. 1820)

Karl Drais (Karlsruhe, 19 aprile 1785 – Karlsruhe, 10 dicembre 1851) è stato un inventore tedesco, rimasto famoso per aver inventato la draisina, dalla quale derivò l'attuale bicicletta. Il suo nome completo era Karl Friedrich Christian Ludwig Freiherr Drais von Sauerbronn, nome che però non usò mai in quanto profondamente animato dai nuovi ideali democratici.

## Biografia
Il padre di Karl Drais, Karl Wilhelm Friedrich Ludwig von Drais, era giudice nel Baden. Sua madre era Margarete Ernestine von Kaltenthal. L'allora granduca di Baden, Carlo Federico di Baden, fu uno dei padrini di Karl. Dal 1803 al 1805 Drais studiò architettura, agricoltura e fisica alla Ruprecht Karl University di Heidelberg.
Fece il servizio civile come ufficiale della forestale e nel 1810 ricevette il titolo di responsabile, ma non gli fu assegnata una adeguata posizione. Un anno dopo fu sospeso dal servizio; comunque continuò a ricevere la paga, in modo che fu in grado di dedicarsi a tempo pieno alle sue invenzioni. In quel periodo progettò diverse macchine, tra cui una macchina da scrivere a tasti, chiamata Schnellschreibklavier ("pianoforte per scrivere rapido"), un tritacarne, un estintore, un riflettore a luce solare e un sottomarino munito di periscopio.
Realizzò in quegli anni anche due macchine per spostarsi senza l'ausilio dei cavalli. Nel dicembre 1813 a Karlsruhe presentò allo zar Alessandro I, in viaggio per il Congresso di Vienna, la prima di queste due macchine, dotata di quattro ruote e chiamata Fahrmaschine ("macchina per viaggiare"). Lo zar ne fu entusiasta e gli donò anche un anello con diamanti, ma il macchinario non ebbe successo. La seconda macchina, che chiamò Laufmaschine ("macchina per correre"), era invece fornita di due ruote di legno con otto raggi ciascuna e di un manubrio mobile per la direzionalità ed avanzava grazie alla spinta dei piedi sul terreno. Si trattava del veicolo poi noto come draisina, una primitiva versione di bicicletta senza pedali.
Il primo viaggio riportato dalle cronache avvenne il 12 luglio 1817 da Mannheim a Schwetzingen (ora un sobborgo di Mannheim) e ritorno, sulla distanza di 28 chilometri, coperti dallo stesso Drais sulla sua Laufmaschine. Nello stesso anno egli fece un secondo viaggio da Gernsbach a Baden-Baden e un altro da Karlsruhe a Kehl, su un percorso di 78 chilometri. Il 12 gennaio 1818 il granduca di Baden Carlo II conferì a Drais, per l'invenzione della Laufmaschine, il Großherzogliches Privileg, assimilabile al brevetto dei nostri giorni (a quel tempo in Baden non vi era una legislazione specifica in merito). Carlo II assegnò inoltre a Drais il titolo di professore di Meccanica – si trattava di un semplice titolo onorario, che non aveva niente a che fare con l'università o altre istituzioni -.
Anche la Francia, il 17 febbraio 1818, conferì il brevetto al barone, per quello che venne chiamato per la prima volta in francese vélocipède o, dal nome dell'inventore, draisienne. Il 5 aprile 1818, ai Giardini del Lussemburgo a Parigi, venne data dimostrazione del nuovo veicolo. Il Journal de Paris diede annuncio di uno spettacolo a pagamento, una corsa di velocipedi da svolgersi su un percorso di trecento tese, pari a 585 metri. I biglietti costavano un franco e mezzo per gli uomini, un franco per le donne, mezzo per i bambini: all'evento assistettero 3000 spettatori e vennero incassati 3600 franchi. L'evento incuriosì, ma non entusiasmò; ciò nonostante l'uso della draisina cominciò a diffondersi.
Nello stesso anno concessero il brevetto a Drais anche la Prussia, la Baviera e, il 22 dicembre, l'Inghilterra (qui la draisina venne chiamata hobby horse, cioè "cavallo da divertimento"); nel 1819 anche il Belgio e gli Stati Uniti. Ciò nonostante, però, la domanda venne inizialmente rigettata a Vienna, capitale dell'Impero austriaco, e a Francoforte, capitale della Confederazione germanica. La macchina subirà comunque ulteriori modifiche nei decenni seguenti, fino all'introduzione del pedale, attribuita a Pierre Michaux, e alla nascita dell'odierna bicicletta.
Nello stesso periodo Drais si ritirò dal servizio civile, continuando però a ricevere il suo salario alla stregua di una pensione. Dal 1822 al 1825 partecipò ad una spedizione tedesca in Brasile, organizzata da Georg Heinrich von Langsdorff. Drais era un convinto democratico e nel 1849 rinunciò al proprio titolo nobiliare e alla particella von del cognome. Dopo il fallimento della rivoluzione borghese del 1848-1849, i realisti tentarono di farlo dichiarare malato di mente ed internare. La sua pensione venne confiscata e Drais morì in povertà nel 1851.